# Utopia (专辑)
《Utopia》於1995年5月15日發行，是太極樂隊第十張粵語大碟。

## 介紹
- 本張專輯太極擺脫自己多年來向商業化而低頭的形象，真正面對現實的一次新音樂的嘗試。
- 自雷有曜離隊後，鄧建明逐漸由後台走到前面，專輯裡很多歌是他一個人演唱的。
- 本張專輯裡面也有唐奕聰的所演唱的歌曲。

## 曲目
| 次序 | 歌名         | 填詞   | 作曲   |
| ---- | ------------ | ------ | ------ |
| 1.   | 天安門的風箏 | 唐奕聰 | 唐奕聰 |
| 2.   | 偷食         | 因葵   | 因葵   |
| 3.   | 對不起       | 唐奕聰 | 唐奕聰 |
| 4.   | 望故鄉       | 因葵   | 鄧建明 |
| 5.   | 讓我闖       | 唐奕聰 | 鄧建明 |
| 6.   | 夢到這故事   | 雷有輝 | 雷有輝 |
| 7.   | 白色園地     | 雷有輝 | 雷有輝 |
| 8.   | 疾終         | 因葵   | 雷有輝 |
| 9.   | 求你         | 因葵   | 雷有輝 |
| 10.  | 若這是結果   | 因葵   | 雷有輝 |
| 11.  | 這一串問題   | 因葵   | 雷有輝 |